# Объект 477
Объект 477 «Молот» (также известен как «Боксёр») — советский проект основного боевого танка. 
Танк разрабатывался в Харьковском конструкторском бюро машиностроения (основная разработка). Пушка была разработана ЦНИИ «Буревестник» и изготовлена на Конструкторским бюро (КБ-3) кировского завода. Серийно не производился, т. к. распад Советского Союза серьёзно осложнил работу Харьковского конструкторского бюро, а потом она и вовсе прекратилась. 
Наработки объекта 477 были использованы и украинскими, и российскими конструкторами при разработке новой техники, в частности при разработке перспективного танка для Индии, однако, несмотря на концептуальное сходство с более поздними танками (Объект 640, Объект 195, Объект 148), компоновочная схема Объекта 477, по разным причинам, прямого развития не получила.

## История
1982 был создан объект 490А «Бунтарь». После испытаний «Бунтаря» на ХКБМ в 1986 году начали строительство объекта 477 «Боксер» на базе Т-64 с удлиненным корпусом до семи катков.
В конце второй половины 80-х годов произошло изменение шифра ОКР, индекса работ и корректировки ТТЗ, «Боксер» приобрел новое обозначение – «Молот». Как вспоминают ветераны КБ, связано это с утечкой ряда данных перспективного изделия к англичанам.
23 января 1988 года машину в полигонных условиях разогнали до 63 км/ч.
В 1990 г. в ГБТУ МО СССР состоялось рассмотрение технических предложений трех советских КБ по реализации программы создания перспективного танка будущего. Проекты представляли: ХКБМ из Харькова (объект 477), КБ ЛКЗ из Ленинграда (объект 299) и УКБТМ из Нижнего Тагила (объект 187). Среди них как наиболее перспективный был выбран объект 477 «Молот».

## Описание конструкции
Танк был создан в качестве проекта создания боевой машины с так называемой «лафетной» компоновкой. Экипаж танка должен был находиться ниже погона башни, компоновка танка чем-то похожа на поздние модификации танка Т-80, а конкретно на «Чёрный орёл», единственное серьёзное отличие в расположении и типе применяемого автомата заряжания.
Танк должен был оснащаться 152-мм пушкой, 2А73, позднее ЛП-83, а ещё позже М3 с реверсивным автоматом заряжания и скорострельностью в 14 выстрелов в минуту. Прицеливание осуществлялось системой «Аргус» с низкоуровневой телевизионной системой и тепловизионным каналом. Также танк имел спаренный пулемёт калибра 7,62 мм и зенитный пулемёт калибра 12,7 мм.
На танке должна была быть установлена многослойная комбинированная броня с использованием встроенной динамической защиты и комплекс оптоэлектронного подавления «Штора».

## После распада СССР
После того, как СССР прекратил своё существовани, Украина, совместно с Российской Федерацией, попыталась использовать наработки для продолжения работы над танком. В частности, был создан танк Объект 477А, названный «Нота» или «Заслон». Прототипы танка поместили на базу объекта 434 (Т-64) и объекта 219 (Т-80). Пушка 2А73 использовалась российского производства. Всего было создано 10 машин, семь находились на Украине, три — на территории Российской Федерации. Из-за недостатка финансирования в начале 2000-х годов проект свернули. Наработки были использованы для танка «Оплот».